# The Blue or the Gray
The Blue or the Gray è un cortometraggio muto del 1913 diretto da Christy Cabanne.

## Trama
Il film è ambientato durante la guerra di secessione e tratta di una storia d'amore nata fra un ragazzo e una ragazza entrambi provenienti dal Canada.
Il loro rapporto però viene ostacolato da varii rivali...

## Produzione
Il film fu prodotto dalla Biograph Company

## Distribuzione
Distribuito dalla General Film Company, il film - un cortometraggi in una bobina - uscì nelle sale statunitensi il 29 novembre 1913.

### Date di uscita
IMDb
- USA	29 novembre 1913
- USA	3 luglio 1916	 (riedizione)